# Моделів
Мо́делів — село в Україні, у Потіївській сільській територіальній громаді Житомирського району Житомирської області. Населення становить 394 особи (2001).

## Географія
Через село тече річка Драниця.

## Історія
Дата першої згадки - 1618 рік. Початкова назва - Молодилів
У 1900 році — власницьке село Потіївської волості Радомисльського повіту Київської губернії. Відстань від повітового міста 20  верст, від волості 10. Дворів 178, мешканців 723, 1 православна церква, 1 школа грамоти, 2 вітряни млини, 1 кузня, 1 запасний хлібний магазин.
У 1923—54 роках — адміністративний центр Моделівської сільської ради Потіївського району.